# Isla del Frío
Isla del Frío es una pequeña isla deshabitada de la costa sur de Puerto Rico. Junto a las islas de Cardona, Ratones, Caja de Muertos, Morrillito y Gatas, Isla del Frío es una de las seis islas adscritas al municipio de Ponce.
La isla, a veces erróneamente considerada un cayo y a veces escrita erróneamente Isla del Erio, se encuentra 1,0 km al sur de la costa continental de Puerto Rico en la desembocadura del río Inabón. El punto más próximo poblado la isla de Puerto Rico es la Hacienda Villa Esperanza, ubicada en el barrio Vayas. Sin embargo, el punto más cercano geográficamente en la isla principal de Puerto Rico es el barrio Capitanejo de Ponce. La isla tiene una superficie de 0,01 km². Aunque no es oficialmente una reserva natural, la isla es administrada por el Departamento de Recursos Naturales y Ambientales de Puerto Rico.